# الیینگ هولست
الیینگ هولست (انگلیسی: Elling Holst; ۱۹ ژوئیهٔ ۱۸۴۹ – ۲ سپتامبر ۱۹۱۵) دانشمند در زمینه ریاضیات اهل نروژ بود.